# Solignac (Automarke)
Solignac war eine französische Automarke.

## Unternehmensgeschichte
Das Unternehmen Société des Voitures Électriques aus Paris begann 1900 mit der Produktion von Automobilen, die als Solignac vermarktet wurden. Etwa 1903 endete die Produktion.

## Fahrzeuge
Das einzige Modell war ein Avant-Train, ein Fahrzeug, das vor unmotorisierte Fahrzeuge gespannt wurde und diese zog. Für den Antrieb sorgte ein Elektromotor.